# استون مارتین دی‌بی۵
استون مارتین دی‌بی۵ (به زبان انگلیسی: Aston Martin DB5) یک خودروی جی‌تی لوکس بریتانیایی است که توسط استون مارتین ساخته و در کارگاه کاروزریا تورینگ طراحی شد. این خودرو در سال ۱۹۶۳ میلادی روانه بازار شد. مجموعه خودروهای دی‌بی به افتخار دیوید براون نامگذاری شده‌بودند.
دی‌بی۵ نخستین بار در فیلم پنجه‌طلایی جیمز باند پدیدار شد و شناخته‌شده‌ترین خودروی جیمز باند است.

## طراحی
تفاوت اصلی بین مجموعه دی‌بی۴ و دی‌بی۵ موتور تمام آلومینیومی است که حجم آن از ۳/۷ به ۴ لیتر افزایش یافته، یک زداف نیرومند (به‌جز برخی از دی‌بی۵های اولیه) و سه کاربراتور اس‌یو. موتور این خودرو ۲۸۲ اسب بخار (۲۱۰ کیلووات) قدرت دارد که می‌تواند خودرو را تا ۲۳۳ کیلومتر بر ساعت پیش‌براند.
تجهیزات استاندارد دی‌بی۵ شامل صندلی‌های تاشو، کف‌پوش پشمی، پنجره‌های الکتریکی، مخازن سوخت دوگانه، چرخ‌های سیم کروم، خنک‌کننده روغنی، اسکلت ساخته‌شده از آلیاژ منیزیم، کابین تمام چرم و حتی یک کپسول آتش‌نشانی. تمام مدل‌ها دو در هستند و از پیکربندی ۲+۲ استفاده می‌کنند.

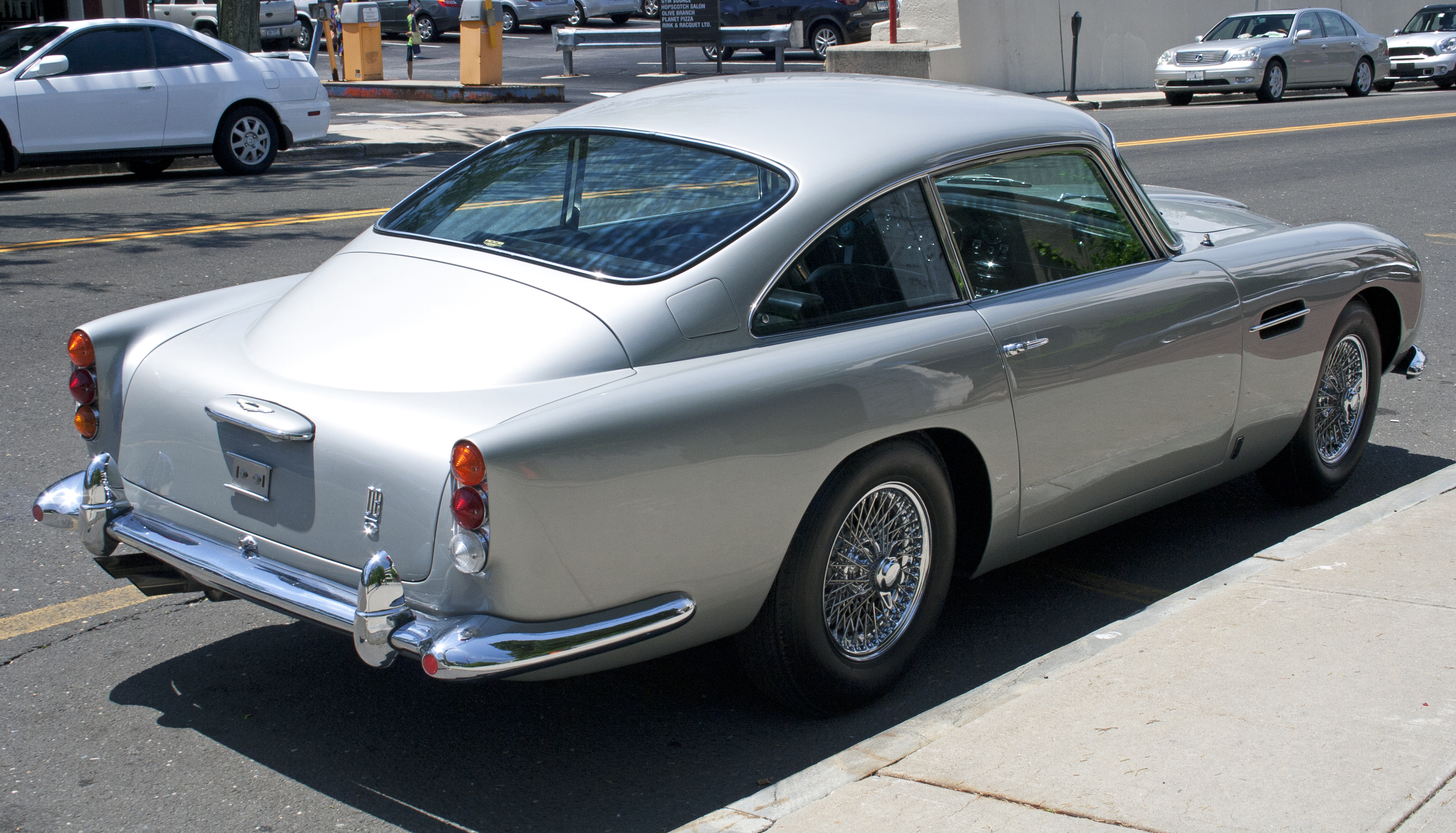
استون مارتین دی‌بی۵

## مشخصات فنی

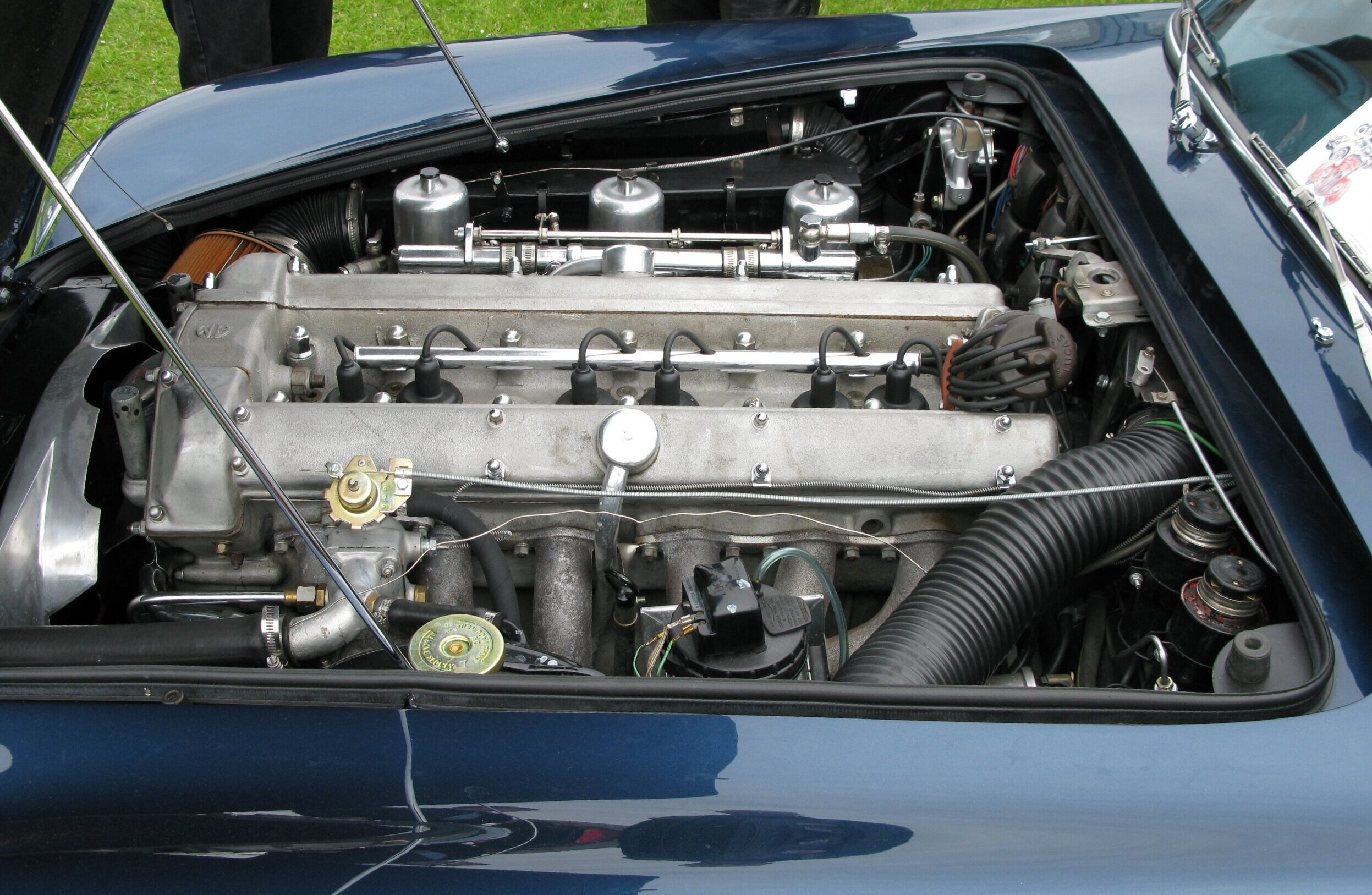
موتور استون مارتین دی‌بی۵

کوپه استاندارد:
- موتور: ۳٬۹۹۵ سانتی‌متر مکعب (۴٫۰ لیتر) آی۶
- بور × استروک: ۹۶ × ۹۲ میلیمتر
- خوراک سوخت: ۳ اس‌یو
- قدرت: ۲۸۲ اسب بخار ترمز (۲۸۶ اسب بخار متری؛ ۲۱۰ کیلووات) در ۵۵۰۰ دور بر دقیقه، ۲۱۰ اسب بخار ترمز (۲۱۳ اسب بخار متری؛ ۱۵۷ کیلووات)، ۲۱۰ اسب بخار ترمز (۲۱۳ اسب بخار متری؛ ۱۵۷ کیلووات) خالص
- گشتاور: ۲۸۸ پوند-فوت (۳۹۰ نیوتن متر) در ۳۸۵۰ دور بر دقیقه
- وزن: ۱٬۵۰۲ کیلوگرم (۳٬۳۱۱ پوند)
- بالاترین سرعت: ۱۴۵ مایل بر ساعت (۲۳۳ کیلومتر بر ساعت)[۶]
- ۰ - ۶۰ مایل بر ساعت (۹۷ کیلومتر بر ساعت) شتاب: ۸ ثانیه.[۶][۷]